# Kwaio
Le kwaio (ou koio) est une des langues des Salomon du Sud-Est, parlée par 13 200 locuteurs (1999) à Malaita (dans le centre de l'île). Il est plus proche du kwara’ae [kwf] qu'au ’are’are [alu].